# Lampe inactinique

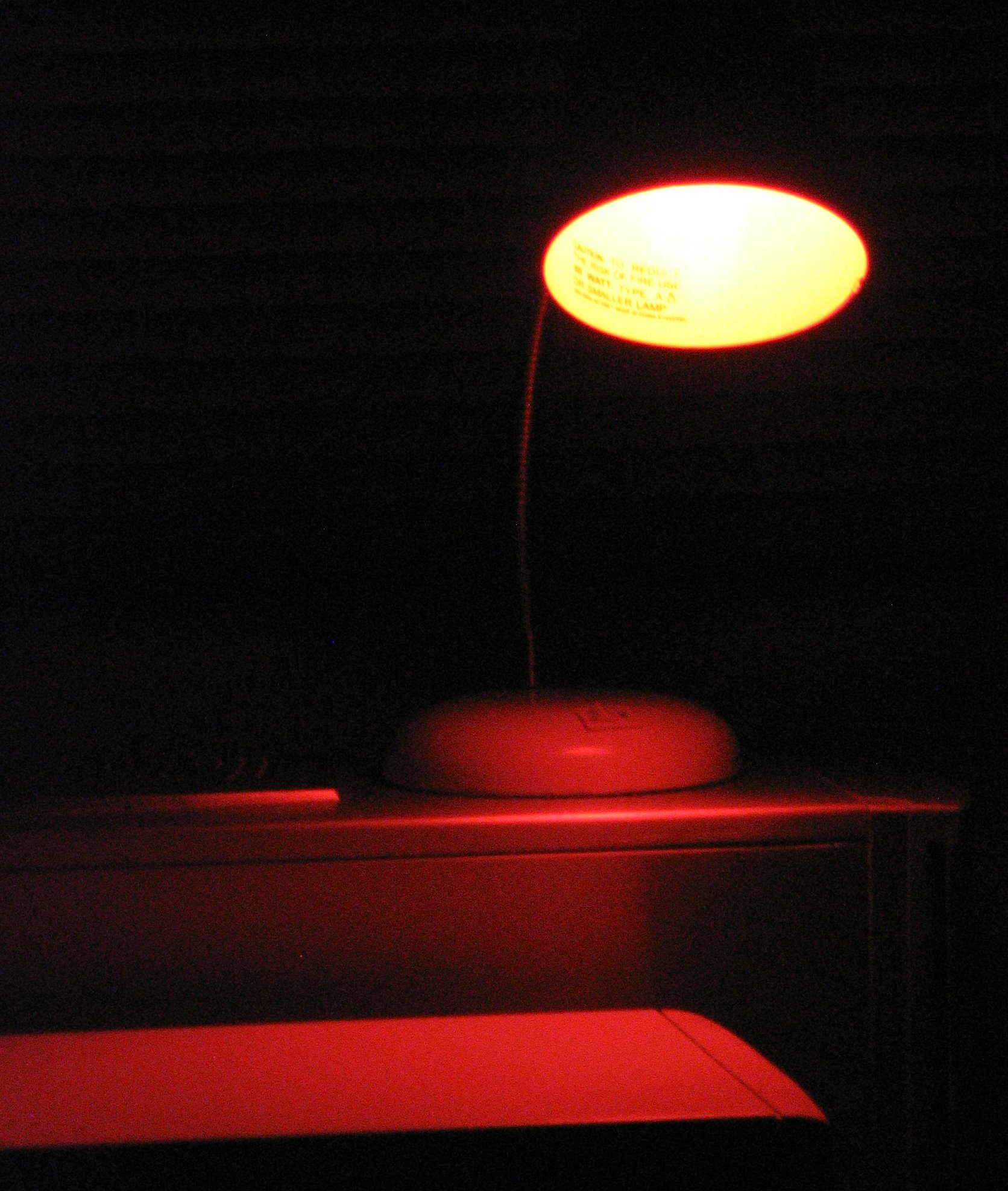
Lumière inactinique

Une lampe inactinique (du grec ancien ἀκτίς, ἀκτῖνος, aktis, aktinos « rayon » avec le préfixe in- et le suffixe -ique) est une lampe spéciale (rouge ou jaune-vert) qui émet une « lumière inactinique », c'est-à-dire n'ayant pas ou peu d'effets photochimiques. 
Cette notion est « relative ». Une lumière est inactinique pour un pigment ou une famille de pigments, mais  peut avoir un effet photochimique sur d'autres types de pigments. Ainsi le rouge par exemple est inactinique pour les sels d'argent, mais non pour les pigments chlorophylliens ; pour les plantes, la lumière inactinique est verte (le vert est la couleur complémentaire du rouge).

## Utilisations

### Photographie
Le papier photosensible noir et blanc (orthochromatique), à base de sels d'argent, est insensible à la lumière d'une lampe inactinique (rouge), ce qui permet de l'utiliser comme source d'éclairage dans un laboratoire de développement de photo noir et blanc (le papier noir et blanc ne se voile pas et le tireur peut travailler en voyant correctement son laboratoire). Ceci vaut aussi pour le développement (non numérique) de films de dosimètres ou de clichés radiographiques en chambre noire.
Les lampes inactiniques sont cependant inefficaces dans le cas de tirage couleur car le papier couleur (panchromatique) est, comme son nom l'indique, sensible à toute la gamme du spectre lumineux. Il se voilerait donc avec une lampe inactinique comme avec n'importe quelle autre source lumineuse.

## Procédés physicochimiques
Certaines réactions chimiques ou opérations impliquant l'étude d'un rayonnement (dosimétrie) sont catalysées ou modifiées par la lumière rouge. Pour éviter cela, ou au contraire pour susciter une réaction de ce type certains traitements chimiques (par exemple dans le cas de la séparation et purification des quartz ou de l'analyse de certains pigments organiques, photosynthétiques notamment) se font sous lumière inactinique.

## Conservation d'objets patrimoniaux fragiles
Les ultraviolets solaires ou artificiels sont connus pour leurs effets délétères sur certains pigments et objets, mais d'autres longueurs d'onde du spectre visible (dans les courtes et moyennes longueurs d'onde notamment) ont des effets similaires (atténués, mais significatifs). 
C'est pourquoi les musées et certains centres de conservation et/ou de restauration peuvent utiliser la lumière inactinique non pas pour éclairer des objets à  présenter au public, mais pour éclairer des objets vulnérables à la lumière à d'autres moments.

## Observation de la nature
Certaines espèces sont insensibles à la lumière inactinique ou y sont bien moins sensibles qu'à la lumière blanche. 
Ceci permet à des photographes ou naturalistes d'observer de nuit certaines espèces sans les déranger ou en les dérangeant moins qu'avec une lumière blanche, y compris sous l'eau. Les zoos utilisent aussi ce type d'éclairage pour permettre au public d'observer des espèces nocturnes en activité.

## Sources
La lumière inactinique peut être produite par une lampe à incandescence rouge ou jaune-vert ou par une lampe à vapeur de sodium, ou par une lampe à LED rouges.

## Utilisations
- Photographie
- Observation naturaliste

## Éclairage inactinique professionnel
L'éclairage inactinique est très souvent utilisé, pour certains lieux professionnels, afin de ne pas perturber leur travail. Voici les différents lieux avec un besoin d'éclairage inactinique : 
- l'élevage bovin / avicole : travailler auprès des espèces en activité ou ensommeillées sans les déranger ;
- les animaleries : pour observer des espèces nocturnes en activité ou ensommeillé en respectant leur cycle circadien ;
- les salles blanches : maîtrisées par des normes (norme ISO 14664, ISO 14644-1 et l’ISO 146441), dans le but de minimiser l’introduction, la génération, la rétention de particules à l’intérieur ;
- les musées : pour conserver les œuvres d’art historiques, fragiles et uniques ;
- les centres œnologiques : pour assurer un rendu homogène du gout et de la couleur des vins.

En effet, tous ces lieux ont besoin d'un  éclairage inactinique performant et de qualité.